# Joseph Babinski
Joseph François Félix Babinski, polsk: Józef Julian Franciszek Feliks Babiński (født 17. november 1857 i Paris, død 29. oktober 1932 i Paris) var en fransk læge. 
Han lavede flere prøver vedrørende nervebaner: Babinskis symptom, isoleret træg opadbøjning af storetåen ved strygning under fodsålens yderside: dette er tegn på beskadigelse af pyramidebanerne. Kaldes også Babinskis tåfænomen.
Hans bror Henri, der var mineingeniør, er nok mest kendt under pseudonymet Ali-Bab, under hvilket han i 1907 udgav kogebogen Gastronomie pratique.